# Austria na Letnich Igrzyskach Olimpijskich Młodzieży 2010
Austrię na Letnich Igrzyskach Olimpijskich Młodzieży w Singapurze w 2010 reprezentowało 16 sportowców w 12 dyscyplinach.

## Skład kadry

### Badminton
- Alexandra Mathis

gra pojedyncza dziewcząt

### Gimnastyka
- Elisa Hämmerle

wielobój indywidualnie
skok przez konia
ćwiczenia wolne
ćwiczenia na poręczach
ćwiczenia na równoważni

### Judo
- Michael Greiter

kategoria do 81 kg chłopców
- Christine Huck

kategoria do 52 kg dziewcząt

### Kajakarstwo
- Viktoria Wolffhardt

K1 sprint dziewcząt
K1 slalom dziewcząt

### Lekkoatletyka
- Ivona Dadic

skok w dal dziewcząt
- Kira Grünberg

skok o tyczce dziewcząt

### Pływanie
- Jakub Malý

200 m stylem motylkowym chłopców
100 m stylem klasycznym chłopców
200 m stylem zmiennym chłopców

### Strzelectwo
- Cornelia Enser

karabin pneumatyczny dziewcząt
- Stefan Rumpler

karabin pneumatyczny chłopców

### Tenis stołowy
- Stefan Leitgeb

gra pojedyncza chłopców

### Triathlon
- Alois Knabl

indywidualnie chłopcy

### Wioślarstwo
- Jana Hausberger

jedynki dziewcząt
- Paul Sieber

jedynki chłopców

### Zapasy
- Martina Kuenz

kategoria do 70 kg dziewcząt

### Żeglarstwo
- Lara Vadlau

Byte CII dziewcząt